# Слава
Слава, позната још и као крсна слава, крсно име, свети, српски је народно-црквени обичај и после Васкрса и Божића, трећи најважнији породични празник, увек повезан са даном одређеног хришћанског светитеља. Она је толико карактеристична за Србе и Црногорце да представља знак њиховог препознавања и идентификације. Ова јединствена форма породичне традиције код Срба и Црногораца је присутна из периода пре христијанизације када је била везана за култ предака породице.
Слава се налази у Националном регистру Нематеријалног културног наслеђа Србије, а 2014. године је уписана и на Унескову Репрезентативну листу нематеријалног културног наслеђа човечанства.
Најчешће славе су Свети Никола — Никољдан (19. децембар), арханђел Михаил — Аранђеловдан (21. новембар), Свети Георгије — Ђурђевдан (6. мај), Свети Јован Крститељ — Јовањдан (20. јануар), Свети Димитрије Солунски — Митровдан (8. новембар) и Свети Сава — Савиндан (27. јануар).
Славу славе пре свега породице, али и разне заједнице и институције  (села, градови, организације, политичке странке, компаније итд.) такође прослављају свог свеца заштитника: на пример, Београд прославља Вазнесење Господње као своју славу. У појединим местима, сеоска слава се прославља на отвореном, најчешће на неком битном месту за насеље (поред цркве, капелице, гробља, зборишта) и назива се масла, литије или заветине. Српске школе славе Светог Саву као школску славу.
Славу такође празнују данашњи Македонци, али се среће и код римокатолика у Боки Которској, Конавлима, јужној Херцеговини, Далмацији и Босанском Грахову, код Албанаца римокатолика у северној Албанији, неких муслимана у Босни и Санџаку, Горанаца и Јањеваца. По мишљењу руског етнолога Јастребова и код Срба који су променили веру (римокатолици, муслимани) јавља се слава, али то су само „остаци” оног традиционалног православног ритуала.

## Историјат и тумачења

### Прехришћанско порекло обичаја
Највише присталица има веровање да је слава христијанизовани облик старог словенског (или шире, индоевропског) празника посвећеног митском претку породице, односно породичним прецима уопште. Слава потиче из култа предака, једног од најважнијих прасловенских култова. Наиме, стари Словени су, Срби посебно, веома држали до породице и односа према прецима. Слава је тада (а и данас) управо одржавала везу са прецима и пореклом. Слављењем, породице су преносиле културно наслеђе са покољења на покољење и чувале свест о сопственом пореклу.
Најстарији помен славе у нашим крајевима потиче из 1018. године.
Постоје и аутори који верују да су Срби усвојили ову традицију у време покрштавања, негде крајем 9. века. Неки верују да се сам дан масовног крштења узимао као дан свеца заштитника, други тврде да је свако племе усвојило свог заједничког заштитника, док остали и даље тврде да слава само представља свеца који је заменио претходног паганског бога-заштитника (види ниже). Понекад би се десило да се нова слава усвоји када постоји веровање да се неки светац залагао за неку врсту спасења. Нови светац би био усвојен на месту старог, чији дан би се и даље обележавао паљењем свеће, али са много мање славља.
Постоји теорија да слава припада култу мртвих. Позива се на употребу кољива о крсном имену, које се употребљава у култу мртвих. Међутим кољиво је грчког порекла и унето је преко цркве у наше градске обичаје, изузетно понегде и по селима у околини већих градова и манастира. Да је кољиво црквени елеменат, потврђује не само грчки назив него и спремање два крсника (колача): један је народни, који се ломи у кући а други, излишни, носи се са кољивом у цркву.
У прилог овог демантија, да је слава култ мртвих, чињеница је да у култу мртвих нема радосних расположења, а у слави она настају пре прославе, за време гошћења, и трају до завршетка прославе. Према томе, крсна слава свуда у Срба обухвата редовно само живе, а тек изузетно и мртве.

### Слава у православних Срба
Стари Словени су своје богове сматрали својим прецима и тако су се према њима и односили. И религија паганских Срба била је аутентична и снажно уткана у човеку. Зато је овај значајни народни обичај код Срба имао велику важност и зато се и одржао хиљадама година. После примања хришћанства цркве су ревносно приступиле искорењавању овог паганског, многобожачког обичаја.
Како је предхришћански народни обичај било немогуће искоренити и код раних покрштених Срба, српски архиепископ Сава је у 13. веку канонизовао старе народне обичаје и упутио свештенство да их насилно и узалудно не прогоне, него да им дају хришћанско обележје. Слично су поступиле и друге цркве и једнобожачке религије. Тако слава стиже у хришћанско-православне обичаје. Данашњу форму славе је коначно уобличио митрополит београдски Михаило 1862. године. Од бројних имена које је имао овај обред, а има их и данас, остали су само: слава, крсна слава и свечари. Традиционална и примерена духовном карактеру српског народа, канонизована и заштићена православним црквеним правилима, слава је континуирано продужила своје постојање посебно у православљу и српском народу. Како год да је мењала и модификовала овај обичај, Српска православна црква је била и остала значајна у његовом чувању.
Спиридон Гопчевић наводи слављење крсне славе код Македонаца као доказ да су они Срби, а не Бугари. Бугарски свештеници су без много успеха радили на искорењивању овог обичаја међу Македонцима. Слично пише у својој књизи, и руски конзул Иван Јастребов, за Србе у Старој Србији, а то су они који говоре "славјано-сербским наречјем". Њих има у Скопској, Велеској, Прилепској, Битољској и Охридској области, али и у Дебру (ту су многи славили Светог Димитрија) и Тетовској области. Слава је религиозни народни обичај коју имају само Срби. Слава је оно што Србе са свих (ма колико удаљених) страна (разних држава) спаја; она је са својим препознатљивим ритуалом и доказ припадности истој — српској нацији. Код Срба у Старој Србији је каже он распрострањена „клетва”: „Тако ми светога”. Изузетак су Цинцари који не славе. Племе Мијаци у Македонији славе „крсно име”, у спомен дана када су им се преци покрстили. Са друге стране Бугари немају овај породични празник, као ни православни Грци и Цинцари. Неке српске породице у Македонији, славиле су чак две славе. Иван Јастребов спомиње и крсне славе на тлу Албаније. Свако племе има свог свеца заштитника. Ороши празнују Светог Луку (Алекса), Фанди — Светог Марка, Спачи — Светог Николу, Кушени — Светог Стефана, а Дебрани Светог арханђела Михаила. Свака кућа има госте који долазе уочи празника и остају целу ноћ, дан који се празнује у част тога свеца и до половине следећег дана. Католичким поповима је било веома тешко искорењивати тај обичај, јер су горштаци веома упорни у својим обичајима. Лазар Томановић је записао да је Тиват католичко село које држи свој српски обичај крсног имена, и баш је Михољдан (Аранђеловдан) њихова слава, као и Михољског збора. И католици Прчња су славили крсна имена. Властела Санковића помиње свога патрона Михаила Архистратига, а тестамент православног свештеника Радина од 5. јануара 1466. године, оставља давање милостиње о празницима убогима, уз помен Светог Георгија мога Крснога имена. Дубровачки анали из 15. века сведоче да у Босни свака фамилија има једног свеца и да се за његову прославу приређује гозба. У ранија времена када би се неки православни Србин представљао, прво би навео славу па своје име. Из западних крајева средњовековне Рашке надгробни стећак једног скутоноше сведочи: Овде лежи слуга Божји Козма и Дамјан, у име Стојан Ивановић.

## Значај славе
Поред огромног духовног значења за цели српски народ, слава има и своју ненадокнадиву прагматичну вредност. Захваљујући континуираном преношењу са предака на потомке, она непогрешиво идентификује сродничке односе и везе. Срби су често, из разних разлога и околности, мењали своја презимена, али не и своју славу. Тако је слава, пресудно, спречавала и надокнађивала дисконтинуитет у праћењу и одређивању порекла и сродничких веза. Њена свевременост, аутентичност и посебност, као и саборност којом једини, су значајно профилисали српски идентитет. Слава има посебно значење у животу Срба. Она је једна од суштинских карактеристика у српској духовности и чини стожер српске културе.
У Етнографском музеју у Београду основан је Центар за нематеријално културно наслеђе Србије. Међу 27 елемената културне баштине, српска слава је и званично забележена као српско културно наслеђе. Државне институције Србије су стога затражиле од Уједињених нација и Унеска да се српска слава као народни обичај заштити и канонизује, као светска духовна баштина. Крајем новембра 2014. године је уписана у регистар нематеријалног културног наслеђа Унеска.
Поред породичне славе, постоје и црквене, градске, племенске, па чак и страначке или занатлијске славе.

## Обичаји
Слава је у вези са бројним обичајима, мање или више присутним у традицији појединих места и породица. Окосницу тих обичаја чине припрема славског колача и жита.

### Свећење водице
У многим местима је обичај да пре славе свештеник дође у кућу да свети водицу (освешта воду, да би очистио дом и да би Бог из њега, уз помоћ часног крста у свештениковој руци, прогнао свако зло. Том водицом замешује се славски колач, ако се у кући меси, а ако се готов из пекаре узима онда се тај колач овом водом покропи. Гранчицом босиљка умоченом у освећену водицу кропе се и домаћин и укућани).
Славски колач је други неопходни обредни предмет. Сваки колач је округао и меси се од чистог ( пшеничног) брашна са квасцем, а замешује се освећеном водицом или, ако ње нема, богојављенском. Мешање хлеба посао је домаћице и уз молитву, она се труди да колач буде што лепше украшен, а на горњој кори обично утискује четири поскурњака, који заправо представљају четири слова: ΙϹ ΧϹ ΝΙΚΑ, што значи: Исус Христос Победитељ. Колач се, осим осталих шара, закити и струком босиљка. Украси од теста који се праве тако да одражавају све оно што се жели у кући: птице, које представљају здравље и весеље; грозд, да би виноград добро родио; буренце, да би у кући било свега у изобиљу, као и да буде опточен венцем од уплетених плетеница које се нарежу малим ножем.
Осим колача, у појединим крајевима меси се хлеб у облику крста — крстак. У Нишу и Куманову овај хлеб се зове Света Пресвета
Поскурица (летруџија) мања је од славског колача и крстака и сем поскурњака, на њој нема украса. Поскурица се меси више комада и обично се намењују „за душу“ покојнику.

Славски колач је типична хлебна жртва, која своје порекло има у прехришћанским временима. Њиме се приноси жртва у знак захвалности божанству и заштитнику на богатој жетви, а ритуал окретања у круг крсног колача неопосуно ( по сунцу), тј. слева надесно, показује да округли обредни хлеб (колач) симболише сунце, а да круг симболизује вечност. Крстообразно пресецање славског колача представља само страдање Господње, а преливање црним вином значи и опомиње нас да смо Христовом крвљу опрани и очишћени и да ту највишу цену, којом смо откупљени, никада у свом животу не заборавимо.
Домаћица припрема чинију са водом, босиљак, свећу, кандило, тамјан, те пали кандило испред иконе. Тада свештеник освешта воду којом ће бити умешен славски колач. За ту прилику је потребно припремити: кадионицу, ватру или брикет специјалног угља, тамјан, свећу, свећњак (чирак), босиљак и посуду чисте воде. Све то би иначе требало да се налази на столу, окренуто према икони славе, која би према црквеним правилима требало да буде окренута према истоку. Освећена водица се третира као светиња и њоме се пажљиво рукује. Када се уочи самог дана славе заврше све припреме за сутрашњи дан, том водом и брашном, као и осталим додацима (квасац, со...) меси славски колач. У неким местима слава почиње већ уочи дана, вечером, јер је то литургијски гледано већ нови дан, зато што је у цркви служена вечерња служба (вечерње). Ипак, то је ретка појава, јер се у већини случајева колач реже (сече) на сам дан славе.

### Жито
Пред славу у кући се кува жито (кољиво). Кољиво (или жито) прави се од куване пшенице. Може да се припреми на разне начине, али најчешће садржи орахе, орашчиће и/или каранфилиће и мед. Пшеница је симбол Васкрсења Христовог. Кувано жито или кољиво је у црквеној употреби још од најстаријих времена. Као црквени симбол оно подсећа на биљне жртве из старог завета. Сматра се да оно представља илустровану везу овоземаљског и загробног живота.
Према црквеним изворима, потпуно је погрешно не спремати жито за Аранђеловдан и Илиндан под изговором да су они „живи светитељи“ из следећих разлога:
1. Жито се не приноси за покој душе светитеља, већ за покој душа предака који славише славу пре нас.
2. Православни хришћани сматрају да нема живих и мртвих светитеља[23], већ да су сви живи и посредују пред Богом за нас. Што, дакле, значи да се не молимо ми за њих већ они за нас.

У крајевима око реке Расине јужно од Крушевца и у крајевима северно од Приштине уопште се не кува жито за славу. Гости се служе са слатким и водом.

### Славски колач
Неизоставни обичај везан за славу је припрема посебног хлеба, славског колача. Тај хлеб, често је украшен фигурама од теста које симболизују веру (као што је крст, и печат са натписом ИС ХС НИ КА) и фигурама које симболизују жељу за благостањем (као што су воћни плодови и жито, симболи жеље за родном годином; буре вина и векна хлеба као симболи жеље за изобиљем; књига као симбол жеље за успехом у школи и т.д.). Рецепт за сам колач, као и обичаји везани за његово украшавање и освећење варирају у зависности традиције места и породице која слави славу.

#### Освећење и резање колача у цркви
Када осване дан славе, у цркву се носи Славски колач, жито и црно вино. У цркви се врши заједничко освећење жита и благосиљање хлеба и вина, а онда свештеник свако жито посебно прелије, и сваки колач посебно реже. Том приликом свечар преда свештенику пре литургије, читуљу (списак живих и преминулих чланова породице)
ради помена и вађења честица на проскомидији-живих за здравље, а преминулима за покој душе.
Колачар (онај ко носи колач у цркву) прилаже цркви своје дарове: тамјан, уље, вино...

#### Освећење и резање колача у кући
Тамо где је наслеђена породична пракса или се заводи нова, да се колач реже или ломи у кући, треба поступити на следећи начин.
Још увече, или рано ујутру стави се на сто све што је потребно за обред, а сто је за ту прилику окренут према икони, односно према истоку.
На столу треба да су: славски колач, жито (кољиво), чаша црног вина, свећа, списак живих и преминулих чланова породице ради молитвеног помена, кадионица са брикетом и шибицом или упаљачем. Поред вина и жита се налази кашичица, а поред славског колача нож. Пред сам почетак обреда се пали свећа (може и раније), док је кандило упаљено још увече, и горело је у току ноћи. Кад свештеник дође у кућу, на столу је све што је потребно. После уобичајеног поздрава, домаћин приђе свећи, прекрсти се и припали је. После тога свештеник, чита молитву Оче наш, и тропара славе, и на крају молитву за освећење жита. За време овог обреда, окаде се: икона, славски колач, жито (кољиво), вино, просторија у којој се слави, као и присутни чланови породице и гости. Непосредно после обреда, не прекидајући ток, свештеник прелази на резање славског колача. За то време почињу да се певају тропари.

### Тропари
Тропари су кратке песме од неколико строфа, које су посвећена главној теми славе (празнику или свецу). Основа црквеног појања, тропари се појављују као самосталне песме, али у најважнијем сложеном облику црквеног песништва, канонима. Некада су тропари били незаобилазан део славе, док су данас нешто ређа појава. Данас се тропари певају скоро само приликом резања колача у кући.

## Прослављање
Иако се основни део прослављања славе своди на обичаје везане за славски колач и кољиво, прослављање славе је прилика да се окупе породица и пријатељи и као таква, осим у посебним околностима жалости, укључује и гозбу. Форма, обим и трајање таквих гозби разликују се од места до места, и мењали се кроз историју како би се прилагодили различитим условима живота на селу и у граду, као и материјалним могућностима, па се тако срећу прославе обима од мање закуске до вишедневне светковине. Израз Ивкова слава, по приповеци Стевана Сремца, означава такве вишедневне и богате прославе.

### Славска трпеза
Слава се прославља уз посну или мрсну трпезу. Све славе које падају у време поста као и оне које падају средом и петком (такође посни дани) се прослављају уз посну трпезу. Постоје само три славе које и ако падну на среду и петак се прослављају уз мрсну трпезу а то су Свети архиђакон Стефан и Свети Василије Велики, које су у периоду између Божића и Богојављења када је разрешен пост у среду и петак. Трећа слава је Свети великомученик Георгије који ако падне у "светлу седмицу", после Васкрса, може бити изузет од поста у среду и петак. Остале славе се славе уз мрсну трпезу. Постоје случајеви када свечари посну славу славе уз мрсну трпезу или обратно. Ова појава је настала када је некада у прошлости обласни епископ неком селу или породици наложио да славу славе уз посну односно мрсну трпезу или им је наложио (породици или селу) да одређену седмицу обавезно посте, па ако би некоме слава дошла у време тог одређеног поста био би у обавези да је прослави уз посну трпезу. Овакве појаве су случај када би неко село настрадало у време рата (покољ) или неке друге неприлике. Српска православна црква налаже потомцима ових породица или села да задрже обичај коју су наследили од својих предака.
У модерно доба, славска трпеза је често обилна, и може укључивати предјело (у оквиру кога се служе пите, руска салата, сухомеснати производи, пихтије), супу или чорбу, сарму, печење и славске ситне колаче (на пример ванилице, обланде, суву питу, розен торту, бајадеру). Садржај славске трпезе се кроз време мењао, па тако из старих кувара можемо сазнати да је у периоду између два светска рата било уобичајено да славски ручак буде намењен породици, а да се пријатељи и гости служе колачима и пићем, уз неизоставно жито.

## Преношење традиције

### Наследни карактер
За разлику од већине обичаја који су заједнички за цео народ, свака породица одвојено слави свог свеца. (Наравно, има доста преклапања.) Свеца синови наслеђују од главе породице — обично оца. Ћерке наслеђују славу само ако остану у кући; удате жене обично славе мужевљеву славу.
Свака кућа има једну или две славе годишње (у зависности од свеца, јер некима су посвећена два дана). Ипак, само један је главни дан гозбе у част свеца заштитника (није обавезно исти од два дана за све породице); друго славље се назива „мала слава“, преслава или послужица. Постоје устаљени клишеи односно уз коју славу иде која преслава тако уз Светог Луку преслава је Свети Марко, Ђурђевдану Ђурђиц, Светом Николи зимском Свети Никола летњи, Светом араханђелу Михаилу Свети арханђео Гаврило итд.
Неке породице прослављају још једног свеца, али у мањем обиму (на пример, када је жена једини потомак из своје матичне породице, да се слава дотичне породице не би изгубила).
Ако се домаћинство пресели далеко, уз очеву дозволу, син може да прославља славу у свом дому; обично, међутим, докле год је жив патријарх породице, његови синови прослављају под његовим кровом. Такође ако има више синова, и они желе да оснују своју породицу од славског колача син који жели да слави славу, долази код оца на славу, у отац му од колача у десну руку предаје једну четвртину колача. Идуће године и он слави славу у својој кући.

### Почетак слављења и слава у посебним околностима
Породица почиње да слави славу када се осамостали. Када се ожењени син одвоји од родитеља и по грађанским мерилима оснује посебно домаћинство, нема разлога да се и у црквеном смислу не сматра посебном ћелијом великог организма цркве. У неким крајевима се сматра да син ако је и одвојен од родитеља не треба да слави, јер има живог оца или старијег брата, већ прославља са њима. Другде се пак, таква пракса сматра погрешном и у нескладу са суштином славе, коју свака породица засебно слави.
У случају жалости због смрти у породици, или због других тешких околности, неких година породица не прославља славу. Тих година породица може пропустити да приреди гозбу и позове родбину и пријатеље. Ипак, може да слави славу, у смислу њеног обележавања путем обичаја припремања и освећења колача и жита. Пропуштање чак и таквог сведеног обележавања славе, у тим посебним околностима, многи сматрају погрешним, у уверењу да славу треба славити увек, ма у каквим се приликама човек налазио – у срећи или несрећи, у радости и у жалости, те да само треба разликовати прослављање светитеља од гозбе, славу од весеља. И док славску трпезу може припремити онај који има, а веселити се онај који није у жалости, дотле за славску свећу, славски колач, мало црног вина, кољива, тамјана и мало зејтина требало би да се у току године свако постара и спреми и да се кроз ту молитвену успомену одужи своме светитељу.
Многи Срби придају велику важност слави, уверени да их је православна вера кроз векове одржала и очувала, те да зато и они треба да чувају своју веру, не као обичај него као свесно убеђење. Отуда и народна изрека: „Где је Србин, ту је и слава”.
Поред породичних, домаћих слава постоје и: Црквене Славе, сеоске, градске или општинске Славе, школске славе, еснафске и слично.

## Списак слава
Јануар
- 2. Свети Игњатије Богоносац — Игњатијевдан []
- 9. Свети Архиђакон Стефан — Стевањдан (Стјепањдан)
- 14. Свети Василије Велики — Васиљевдан
- 19. Богојављење
- 20. Свети Јован Крститељ — Јовањдан
- 27. Свети Сава — Савиндан
- 29. Свети Апостол Петар — Часне вериге
- 31. Свети Атанасије Велики — Атанасијевдан (Чуминдан) []

Фебруар
- 3. Преподобни Максим Исповедник — Максимовдан
- 12. Света три јерарха
- 14. Свети мученик Трифун — Трифундан
- 15. Сретење Господње
- 16. Свети Симеон Богопримац
- 23. Свети Харалампије — Харалампијевдан []
- 27. Преподобни Авксентије и Свети Кирил Словенски — Ћириловдан

Март
- 2. Свети Теодор Тирон
- 22. Светих четрдесет мученика — Младенци
- 30. Свети Алексије Човек Божји

Април
- 7. Благовести

Мај
- 6. Свети Георгије — Ђурђевдан
- 8. Марко Јеванђелиста — Марковдан
- 12. Свети Василије Острошки
- 14. Свети Јеремија — Јеремијин дан
- 19. Пренос моштију Светог Саве Српског
- 21. Свети Јован Богослов
- 22. Пренос моштију Светог Николе — Летњи Свети Никола
- 24. Свети Ћирило и Методије — Света Браћа

Јун
- 3. Свети цар Константин и царица Јелена
- 24. Свети апостоли Вартоломеј и Варнава (Вртолома)
- 27. Свети Јелисеј — Јелисијевдан
- 28. Свети кнез Лазар (раније Свети Амос пророк) — Видовдан

Јул
- 7. Рођење Светог Јована — Ивањдан
- 12. Свети апостоли Петар и Павле — Петровдан
- 21. Свети Прокопије — Прокоповдан
- 26. Свети арханђел Гаврило — Летњи Аранђеловдан
- 30. Света великомученица Марина (Огњена Марија)

Август
- 2. Свети пророк Илија — Илиндан
- 4. Света Марија Магдалина — Блага Марија
- 8. Преподобномученица Параскева — Трнова Петка
- 9. Свети Пантелејмон — Пантелијевдан
- 12. Преподобна мати Ангелина Српска
- 14. Свети мученици Макавеји — Макавеји
- 15. Пренос моштију Светог Стефана — Летњи Свети Стефан
- 19. Преображење Господње
- 28. Успеније Пресвете Богородице — Велика Госпојина

Септембар
- 4. Мученик Агатоник — Арлијевдан
- 8. Свети мученици Адријан и Наталија
- 11. Усековање главе Светог Јована Крститеља — Усечење
- 12. Пренос моштију Светог Александра Невског — Свети Александар Невски
- 14. Преподобни Симеон Столпник
- 17. Свети пророк Мојсије (Мојсеј и Вавила)
- 21. Рођење Пресвете Богородице — Мала Госпојина
- 22. Свети Јоаким и Ана
- 27. Крстовдан
- 30. Вера, Нада и Љубав и мајка им Софија

Октобар
- 3. Свети Јевстатије Плакида
- 6. Зачеће Светог Јована
- 9. Свети Јован Богослов
- 12. Киријак Отшелник — Михољдан
- 14. Покров Пресвете Богородице — Покровица
- 19. Свети апостол Тома — Томиндан
- 20. Свети Сергије и Вакхо — Срђевдан
- 27. Преподобна Параскева — Света Петка
- 31. Свети Лука — Лукиндан

Новембар
- 1. Свети Прохор Пчињски
- 5. Свети апостол Јаков, први епископ Јерусалимски
- 8. Свети Димитрије — Митровдан
- 10. Свети Арсеније Сремац
- 11. Свети Аврамије Затворник — Аврамијевдан
- 14. Свети Козма и Дамјан — Свети Врачи
- 16. Пренос моштију Светог Ђорђа и обновљење његовог храма — Ђурђиц
- 21. Сабор Светог архангела Михаила и осталих бестелесних сила — Аранђеловдан — у народу Свети Ранђео, Свети Аранђел.
- 24. Свети Стефан Дечански — Мратиндан
- 25. Свети Јован Милостиви
- 26. Свети Јован Златоусти
- 27. Свети апостол Филип
- 29. Свети апостол Матеј — Матејевдан

Децембар
- 4. Ваведење пресвете Богородице (Увођење Пресвете Богородице у храм) — Ваведење
- 7. Света великомученица Екатерина
- 8. Свети свештеномученик Климент
- 9. Свети Алимпије Столпник — Алемпијевдан
- 13. Свети апостол Андреј Првозвани — Андрејевдан
- 17. Света Варвара — Вариндан
- 18. Свети Сава Освећени — Савица
- 19. Свети Николај Чудотворац — Никољдан
- 25. Свети Спиридон Чудотворац

Покретни празници
- Свети и праведни Лазар — Лазарева субота
- Вазнесење Христово — Спасовдан